# Jardins Winter (Bordighera)
Les jardins Winter sont des jardins créés par Ludovic Winter et situés au 6 de la via Ludovico Winter à Bordighera en Italie. Les jardins font partie des biens protégés par la Surintendance pour les biens architecturaux et les paysages de la Ligurie.

## Histoire
Longtemps laissés à l’abandon, les jardins Winter du Vallone del Sasso ont été rouverts le 17 mai 2015. 
Ludovic Winter, qui était un botaniste passionné et très réputé, avait créé aussi un magnifique jardin botanique à la Madonna della Ruota, qui fait désormais partie d’une propriété privée près du Jardin exotique Pallanca. La pergola, qui est le coin le plus beau du jardin et qui apparait donc dans les anciennes photos et cartes postales, est encore visible depuis la route.
En 1875 Ludovic Winter, avait créé un jardin-pépinière de plusieurs milliers de mètres carrés entre l’Arziglia et le Vallone del Sasso. Il avait choisi cet endroit car il était caractérisé par une luxuriante palmeraie, qui se développait en partie sur les terrasses bordées de murs en pierre, et en partie sur la  bande côtière légèrement en pente vers la mer. Le choix du site était déterminé par la présence des palmiers que Winter aimait particulièrement et c’est pour cela qu’il y consacra ses études devenant l'un des plus grands experts en champ d'acclimatation, de la propagation et de la plantation des grands spécimens. 
Les variétés plus importantes étaient la Phoenix dactylifera, Phoenix canariensis, la Phoenix reclinata, Jubaea chilensis, Livistona australis, etc., cependant le jardin contenait plus de 60 variétés de palmiers et plantes exotiques.
Le jardin avait la fonction de permettre aux plantes, originaires d’autres pays, de s’acclimater, pour après être multipliées et vendues. Toutefois le jardin avait aussi un rôle de valorisation des nouvelles espèces exotiques et d’exposition, car il permettait à Winter de montrer le résultat potentiel des différentes combinaisons de plantes. Le terrain s’appelait jardin-pépinière car une grande partie de l’endroit était réservé à des parterres d’exposition.
Winter eut aussi l’idée de valoriser une tradition locale, la transformation des feuilles sèches de palmiers en paniers. Il collabora avec les artisans locaux dans la production de nouveaux objets comme des boites, des fleurs artificielles, des tapis, des vases, des cache-pots, des porte revues et beaucoup d’autres.
Quelque temps après, pour mieux séduire sa clientèle et valoriser son jardin, il ouvrit aussi un somptueux magasin de fleurs et plantes sur la via Vittorio Emanuele, près de l’église de Terrasanta.

## Curiosités
- Winter donna naissance à la production de fleurs à parfumerie dans la région. À la suite de ce développement il y eut la construction de distilleries pour la production de « acqua madre » qui était ensuite envoyée à Grasse pour la transformation. Cette réussite de l’industrie du parfum de la région se voit dans la création de la boutique Myres Andracco, ouverte par Silvio Andracco, qui grâce à ses fragrances très originales comme « Mimosa Myres », « Brezzamarina » et « Oro di Seborga » était devenue très connue, même en France[7].
- Le 17 janvier 1954 la ville de Bordighera inaugura le buste de Ludovic Winter dans les jardins qui se trouvent sous la Spianata del capo. La statue est l’œuvre du sculpteur local Vigilo Audacia. Il faut faire attention car, au vu de la présence du buste, certains appellent par erreur ce lieu le jardin Winter.

## Galerie Photographique

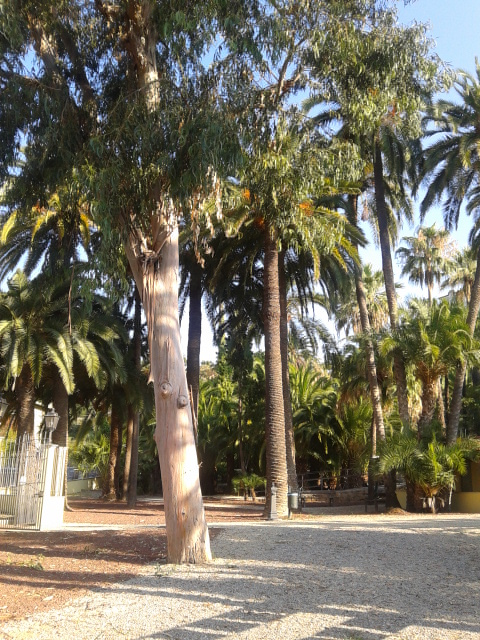
Vue intérieure des jardins Winter
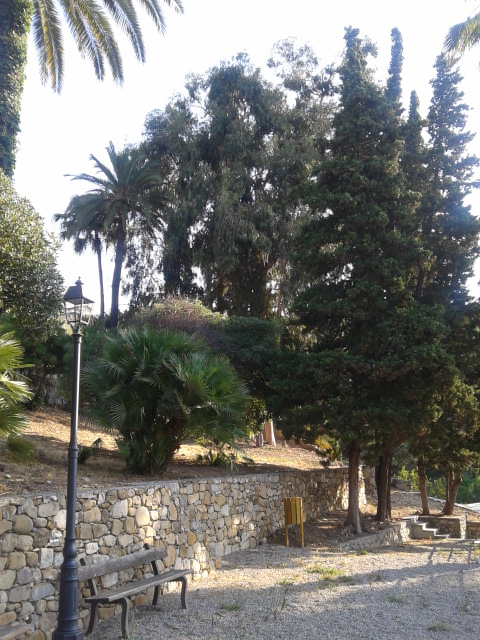
Vue intérieure des jardins Winter
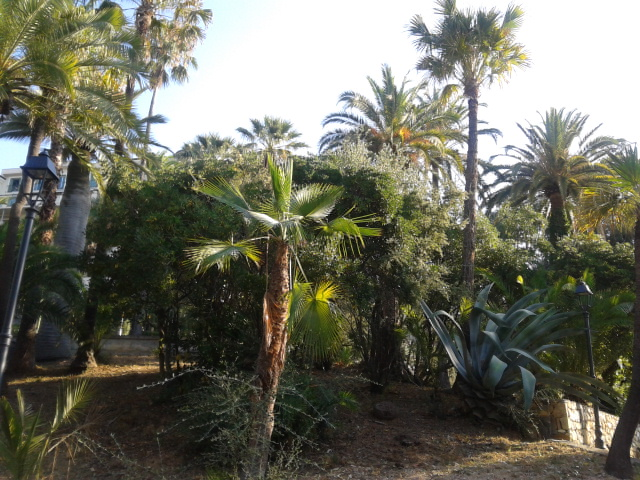
Vue intérieure des jardins Winter
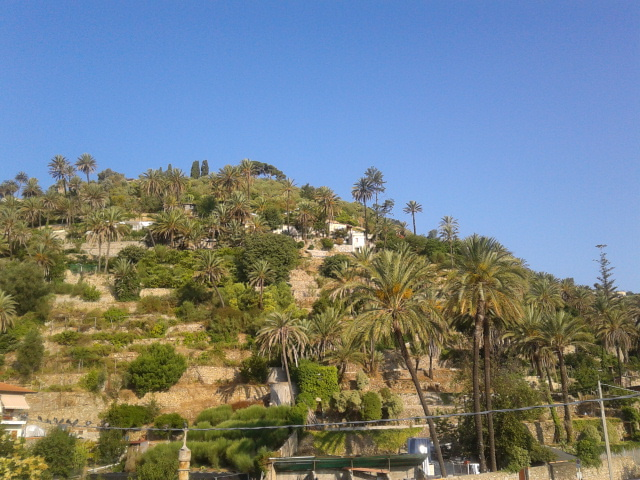
Vallone del Sasso vu de la route
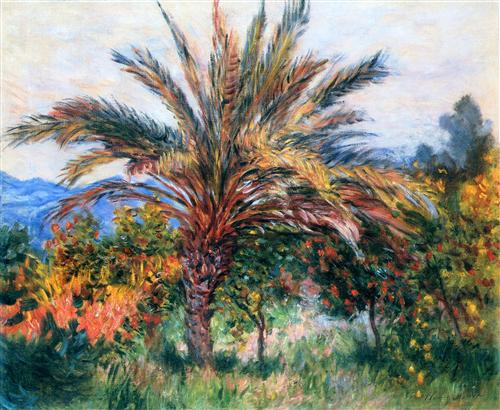
Palmier à Bordighera, Claude Monet 1884